# Иван Строгов
Иван Димитров Строгов е български политически и обществен деец, дългогодишен адвокат в Кюстендил и София.

## Биография
Роден е в Кюстендил. Учи в Кюстендилското педагогическо училище, но заради прогресивните си идеи е изключен в последния клас. Завършва Педагогическото училище в Лом (1895) и философия в Женева, Швейцария (1899). Завръща се в родния си град и става окръжен управител (1899-1900). Учителствува в гимназиите в Тулча, Ловеч и Битоля (1900-01). Публикува стихове и статии в списание „Ново време“ (редактирано от Димитър Благоев). Написва статия против княз Фердинанд I, заради което е арестуван и осъден за „обида на височайша особа" на 6 месеца затвор. Поддържа тесни контакти с Пейо Яворов, подкрепя македоно-одринското революционно движение. Издава списание „Свято дело“ (1903, Кюстендил).
Заема длъжностите секретар и консул в българското консулство в Сяр. Завършва право и дипломация в Берн, Швейцария. Като адвокат в град Кюстендил издава вестниците „Политика“ (1905-06) и „Сговор“ (1909-10). Пише статии против цар Фердинанд I.
През Балканската война (1912-13) е назначен за окръжен управител на Галиполския и Родоския окръг със седалище Родосто. В края на войната е пленен и отведен в Истанбул. С помощта на Руското консулство е освободен и върнат в България. През 1913 г.е член-делегат на мирната конференция в Букурещ. Окръжен управител в Пловдив и Варна и главен секретар на Министерството на вътрешните работи и народното здраве. През Първата световна война (1915-18) е окръжен управител в Ниш и Враня. Поради конфликт с военните власти е уволнен и изпратен в армията като войник.
По време на управленето на БЗНС (1920-23) е български пълномощен министър в Будапеща. През 1924-26 г. живее в Париж. Води активна публицистична дейност, пише статии срещу режима на Александър Цанков. Заедно с Ромен Ролан организира в зала „Ваграм" протестен митинг срещу безчинствата на правителството. През 1926 г. изнася сказка на тема „Македония не е сръбска" и по искане на югославския посланик в Париж Сполайкович френското правителство го екстрадира в България. До края на живота си работи като адвокат в София.